# Ferrocarril con gradiente elevado

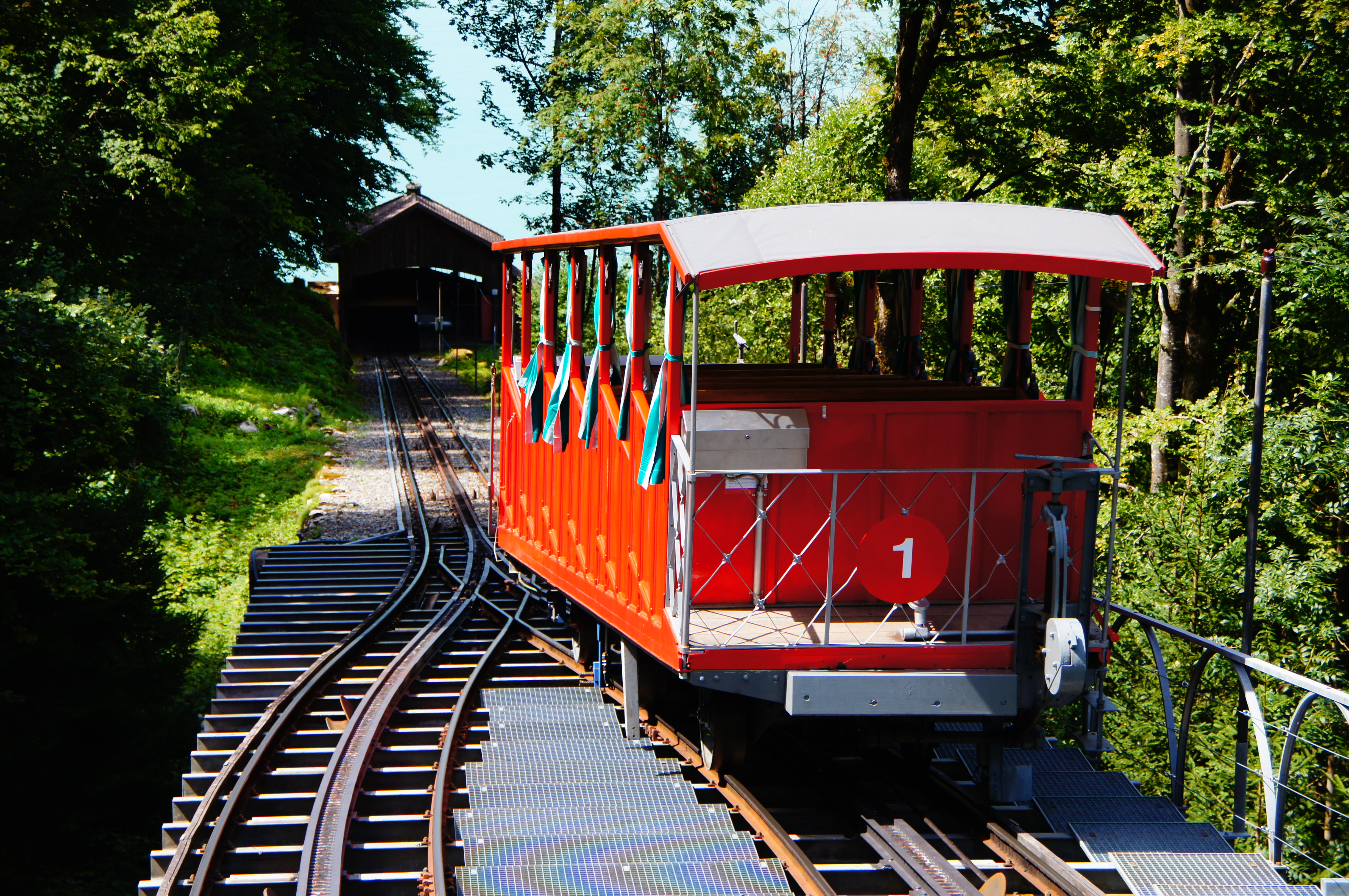
Coche Giessbachbahn en el Oberland bernés en el apartadero. Como es habitual en los primeros funiculares, la rejilla sirve como sistema de frenado de emergencia.

Un ferrocarril con gradiente elevado es un ferrocarril que asciende y desciende por una pendiente pronunciada. Este tipo de ferrocarril puede utilizar diferentes tecnologías para superar la pendiente.

## Uso
Muchos ferrocarriles de pendiente pronunciada se encuentran en regiones de montaña, por lo que también son ferrocarriles de montaña. Estos ferrocarriles pueden formar parte de una infraestructura destinada a los turistas o a los deportes de invierno.
Otros ferrocarriles de pendiente pronunciada se encuentran en zonas urbanas montañosas. También en este caso pueden estar orientados en gran medida al turismo, o pueden utilizarse como parte de la oferta de transporte público local.

## Tecnología
En las pendientes pronunciadas, la fricción entre las ruedas y las carriles no puede aplicar la suficiente adhesión a las ruedas del tren para superar la gravedad, y el tren corre el peligro de deslizarse por la vía. En la práctica, esto afecta a la capacidad de frenado cuesta abajo antes de afectar a la capacidad de subida, y algunos ferrocarriles de montaña en el extremo inferior del espectro de pendiente confían en la adherencia estándar para la propulsión, pero utilizan frenos de vía especiales que actúan directamente sobre los rieles.
Cuando la línea es demasiado empinada para depender de la adherencia para subir, se puede utilizar un ferrocarril de cremallera, en el que una rueda dentada de engranaje se acopla con un carril de cremallera colocado entre las vías. Una alternativa al ferrocarril de cremallera, actualmente poco utilizado, es el Sistema Fell, en el que la rueda de tracción y/o frenado se aplica a un carril central bajo presión.

Animación de piñón y cremallera

Otra alternativa es una cabina en la que el coche circula sobre rieles, pero se agarra a un cable de acero de movimiento continuo por debajo de los rieles para propulsarse, soltando el cable para detenerse. Se utiliza en el famoso tranvía de San Francisco.
Por último, en el extremo más empinado del espectro, se puede utilizar un funicular. En este caso, se utiliza un cable para arrastrar los trenes contrapesados hacia arriba y abajo de la vía. Los vagones están permanentemente unidos al cable, que se detiene, arranca y da marcha atrás según sea necesario. Los vagones suelen estar construidos a medida para la pendiente, con asientos y escalones especialmente inclinados en lugar de un suelo inclinado.
Llevado a su conclusión lógica cuando la pendiente se vuelve vertical, un funicular se convierte en un ascensor.

## Galería

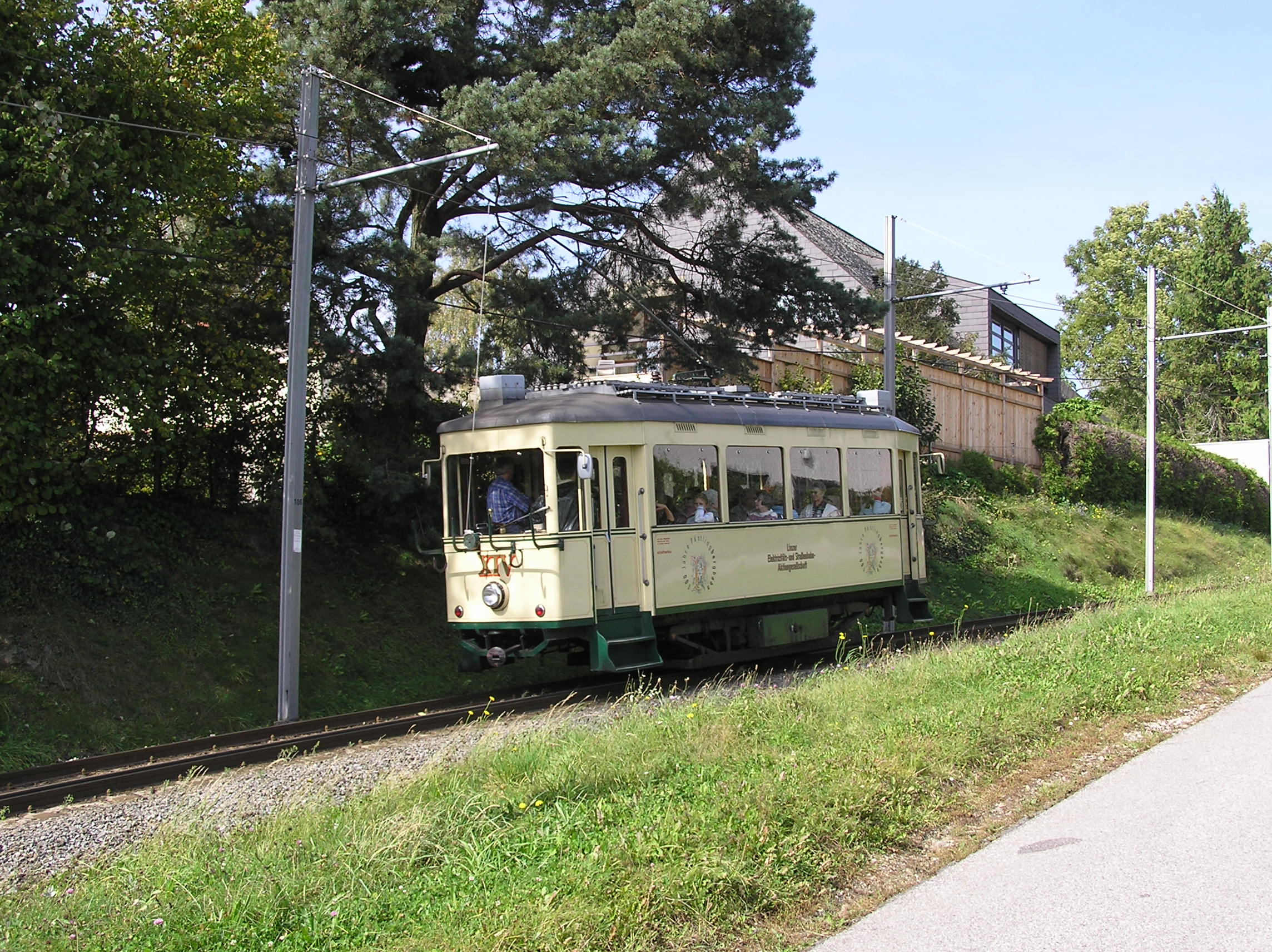
El Pöstlingbergbahn es uno de los ferrocarriles más empinados que sólo utiliza la adhesión
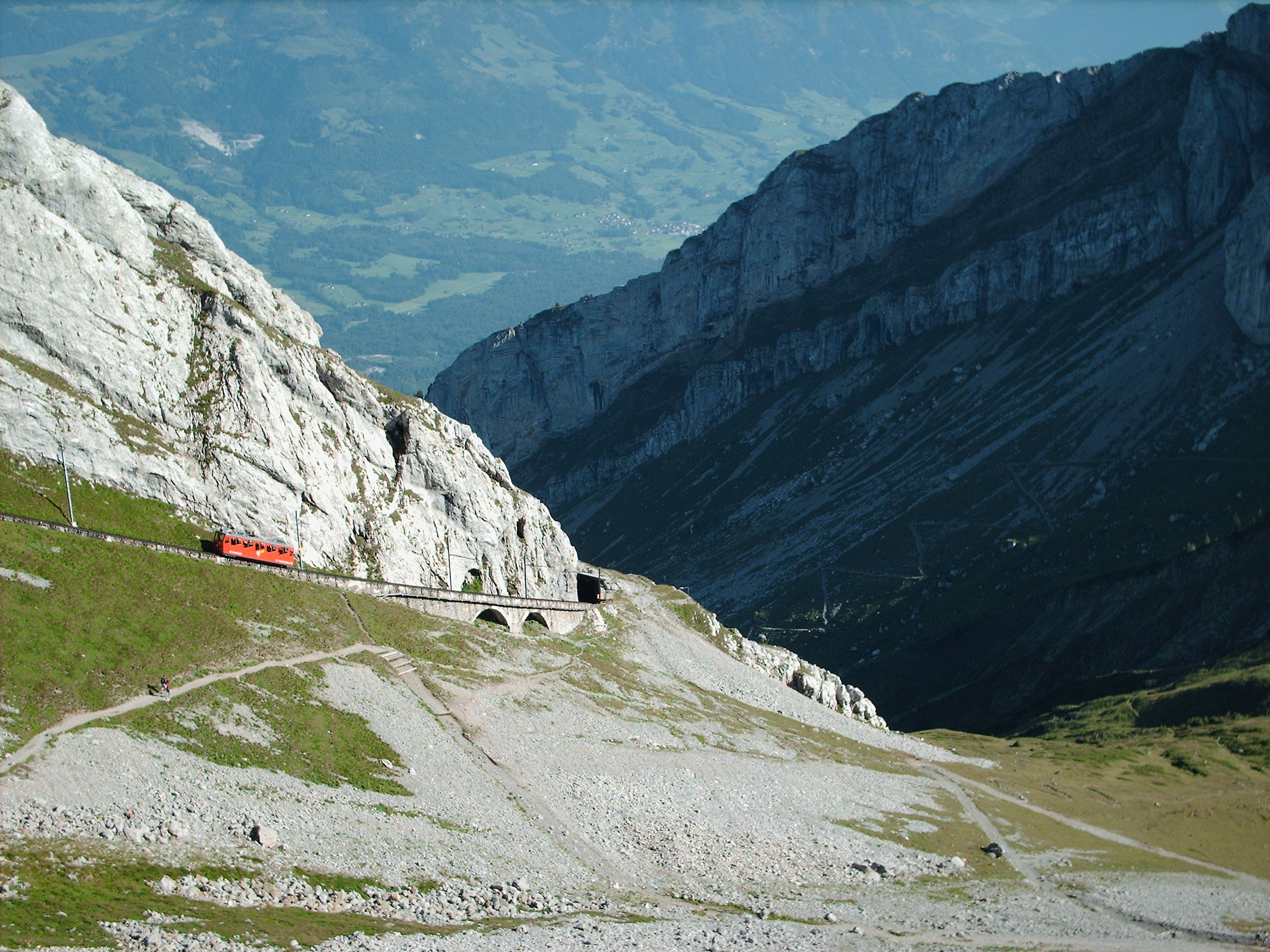
El Pilatusbahn es el ferrocarril de cremallera más empinado
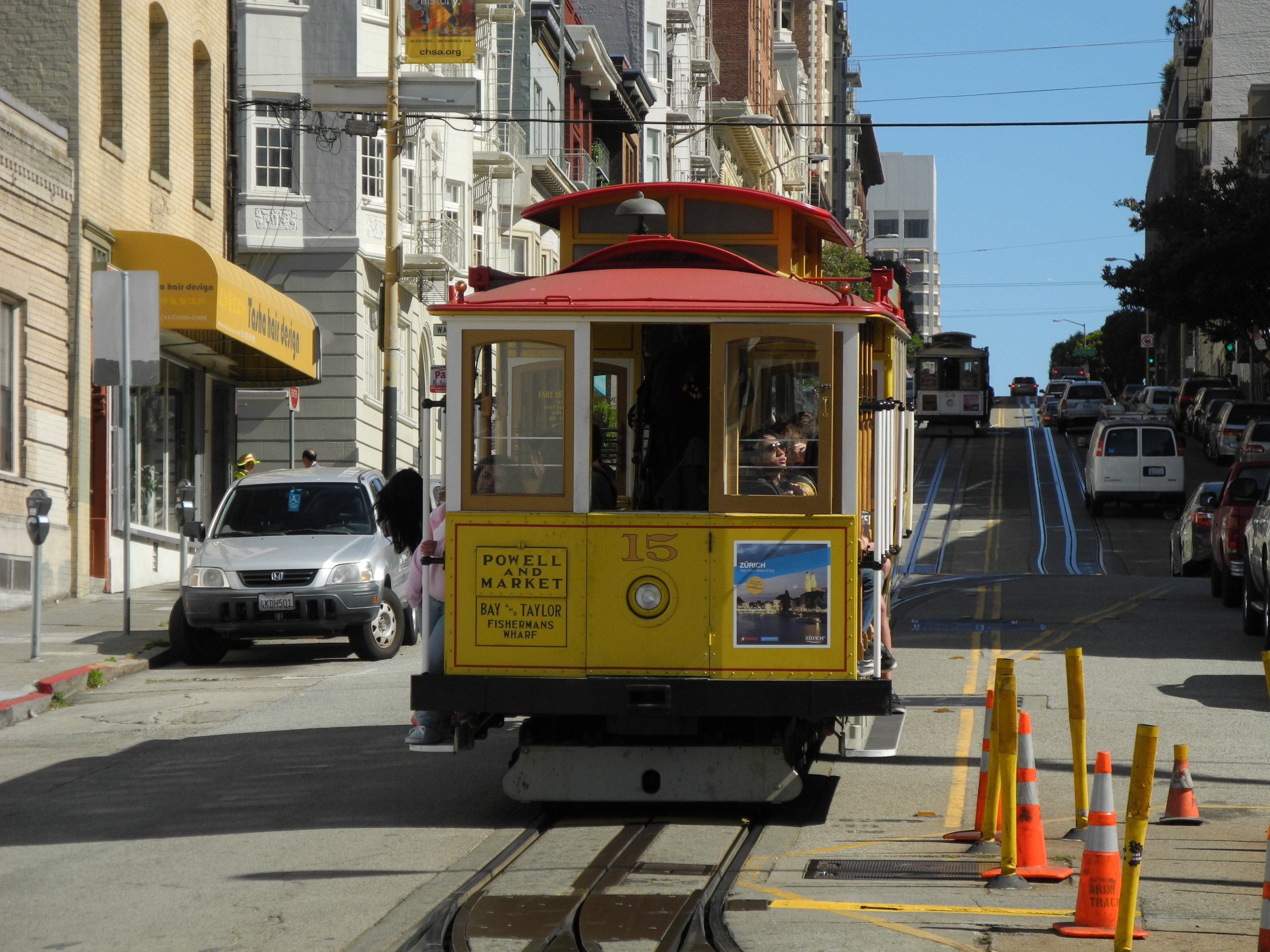
El sistema tranvía funicular de San Francisco
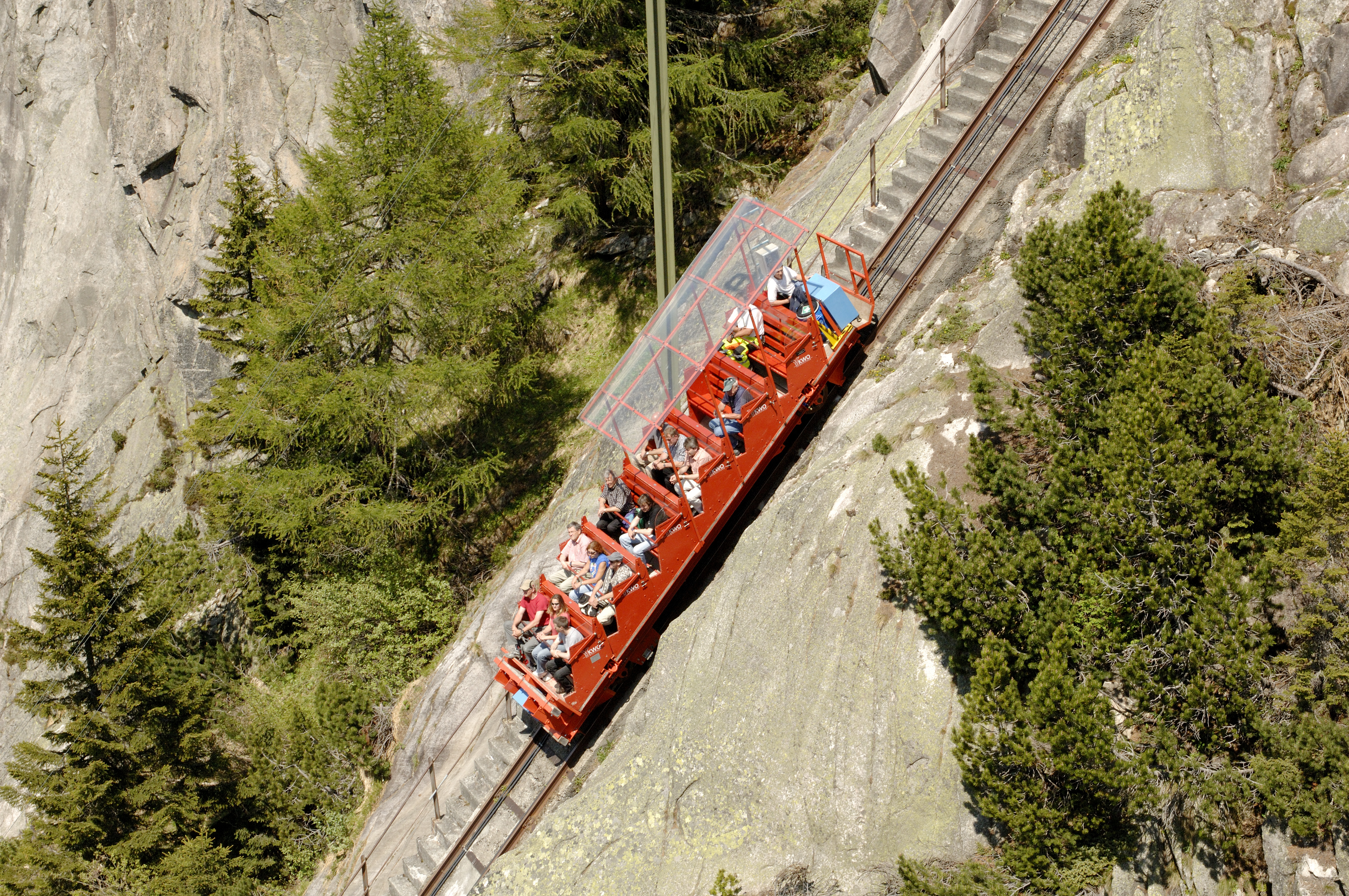
El funicular Gelmer